# Bắc Phong, Cao Phong
Bắc Phong là một xã thuộc huyện Cao Phong, tỉnh Hòa Bình, Việt Nam.
Xã Bắc Phong có diện tích 24,23 km², dân số năm 1999 là 3848 người, mật độ dân số đạt 159 người/km².